# Liste der Monuments historiques in Lesneven
Die Liste der Monuments historiques in Lesneven führt die Monuments historiques in der französischen Gemeinde Lesneven auf.

## Liste der Bauwerke
| Bezeichnung                      | Beschreibung | Standort                    | Kennzeichnung | Schutzstatus | Datum | Bild           |
| -------------------------------- | ------------ | --------------------------- | ------------- | ------------ | ----- | -------------- |
| Glockenturm der Kirche St-Michel |              | Place Général le Flô (Lage) | PA00090068    | Inscrit      | 1932  | weitere Bilder |

## Liste der Objekte
- Monuments historiques (Objekte) in Lesneven in der Base Palissy des französischen Kultusministeriums